# Heiligerlee
Heiligerlee (Gronings: Kloosterholt) is een streekdorp in de gemeente Oldambt van de Nederlandse provincie Groningen. Het dorp telt volgens gegevens van het CBS 1.465 inwoners (2023).

## Geografie
Heiligerlee is van oudsher een dorp met lintbebouwing en ligt op een van de keileemopduikingen of garsten van het Schiereiland van Winschoten. Verderop liggen er nog twee garsten bij Napels en Westerlee. Ten noorden van het dorp loopt het Winschoterdiep, dat in de jaren '50 een nieuw tracé kreeg. Het oude Winschoterdiep liep ten zuiden van het dorp en is in de jaren '70 gedempt. De oude Trekweg verwijst nog naar de ligging van de oude loop. Ten westen van Heiligerlee ligt Eexta-Scheemda, ten zuiden liggen Napels en Tranendal, en ten oosten Winschoten, waar vroeger de buurtschap Bovenburen lag. Tussen Winschoten en Heiligerlee ligt de buurt Hessenbril, genoemd naar een bekende herberg aan het Winschoterdiep, die al in 1733 wordt genoemd.
Vroeger behoorde Heiligerlee met Westerlee en Winschoten tot het Reiderland, maar na de overstromingen door de Dollard werd dit gebied ten oosten van de Tjamme voortaan tot het Oldambt gerekend.
Heiligerlee ligt in de agglomeratie van Winschoten. De A7 ligt ten noorden van het dorp. Onder andere buslijnen 13 Winschoten-Veendam en 119 Winschoten-Delfzijl doen het dorp aan.

## Geschiedenis

### Naam
Het klooster van Heiligerlee werd volgens een kloosterkroniek gesticht in 1231 te Asterle tussen de dorpen Winsewida (vermoedelijk Sint-Vitusholt) en Westerle 'in een eenzaam, waarlijk onbegaanbaar dor land waar geen mens kwam en geen man woonde'. De naam Asterle of Asterlo (1289) betekent 'Oosterlee'. In 1391 wordt gesproken van Hilligen Lee en Heliger Lee, in 1428 over de conventuales (kloosterbroeders) to der Lee, omstreeks 1498 van dat Clooster to Hilligerlee, omstreeks 1580 Hilgerlohe. 
De uitgang -lee of -loo verwijst vermoedelijk naar een waterloop (-lee, leek, lits of lethe) of een beboste hoogte (-loo). Vergelijkbaar zijn de plaatsnamen Leek, Leens, De Lethe, de Lidden en Dunelee (beide verdronken in de Dollard), alsmede het verdronken dorp Jadeleh in de Jadeboezem. De tweede vorm spiegelt zich in de namen Vriescheloo (1316: Loo, 1470 Vriescheloe) en Lutjeloo. In het eerste geval valt te denken aan het riviertje de Rensel bij Winschoten, waarin een Oudfries woord rene ('stromen') met de uitgang -ele ('waterloop') verborgen zit. In het tweede geval zou het gaan om de beboste hoogte waarop het klooster is gesticht. De naam van het buurdorp Winsewida duidt eveneens op bebossing (-widu, -wida = 'woud, bos').
Het voorzegsel hillig- ('heilig') duidt op het klooster of de bewoonsters daarvan. Met het land der hilgen werd in de middeleeuwen gewoonlijk het bezit van de dorpskerk bedoeld. Heiligerlee betekent dus 'heilige waterloop' of 'heilig bos'.
Over de herkomst van de naam Heiligerlee doen daarnaast allerlei verhalen de ronde die niet op goede taalkundige argumenten zijn gebaseerd. De oude naam Hilligerlee zou volgens een van deze verklaringen zijn afgeleid van hill en verwijzen naar een heuvel of hoge zandgrond. Ter Laan stelde in 1954 lee gelijk aan bos, maar schrijft elders dat Ter Heiliger Lee 'op de heilige heuvel' zou betekenen. Rond 1900 werden nog weer andere verklaringen opgevoerd. Zo schreef J. Bergsma in 1884: 'De naam Heiligerlee beteekent waarschijnlijk graf van monniken', daarbij voorbijgaand aan het feit dat er geen monniken maar nonnen woonden. Volgens A.J. Smith moest lee worden gelezen als lei of ' leite, wat volgens hem respectievelijk 'luw' en 'luwte' betekende. Heiligerlee werd daarmee door hem verklaard als 'woonplaats in de luwte van de bomen'.
Hilligenley is ook een wierde op het Waddeneiland Langeneß. De omstreden Duitse schrijver Gustav Frenssen publiceerde in 1905 een roman Hilligenlei, waarbij hij de term gebruikte in de betekenis van 'heilig land'.
Vroeger werd het dorp ook wel Kloosterholt genoemd. Deze naam is ontleend aan het voormalige klooster. Kloosterholt vormde van de 19e tot het begin van de 20e eeuw een aparte buurtschap.

### Klooster
Omstreeks 1231 werd hier door abt Herderik van het Schildwolder klooster Gratia Sanctae Mariae een nonnenklooster gesticht, dat volgens Westendorp Mons Sinaï (Berg Sinaï) heette. De beide kloosters behoorden tot de orde van de Premonstratenzers. Het nonnenklooster was gewijd aan de populaire heilige Catharina van Alexandrië. Herderik stuurde er zijn voorname tante Etelsedis heen en stelde plebaan Liudwardus van Schildwolde aan als prior. In 1288 woonden er 180 nonnen. Het klooster had minstens drie of vier voorwerken; De Smacht bij Westerlee, Grangsheerd bij Zuidbroek, Lesterhuis bij Termunten en Kloostergare te Beerta, verder veenderijen in de omgeving van Winschoten en boerderijen in Winschoter Zuiderveen en Blijham. De kerk van Westerlee behoorde ook tot de kloosterbezittingen; de proost benoemde de pastoor.

### Eerste slag bij Heiligerlee (1536)
In 1536 vond de Eerste slag bij Heiligerlee plaats toen troepen van Karel van Gelre werden verslagen door die van keizer Karel V. Hierdoor kreeg Karel V de zeggenschap over Groningen. In zijn positie van keizer van het Heilige Roomse Rijk maakte hij zichzelf tot heer van Groningen. Na hem volgde Filips II, die tevens koning van Spanje was.

### Slag bij Heiligerlee (1568)
Heiligerlee is echter vooral bekend geworden als de plaats waar in 1568, in het eerste jaar van de Nederlandse opstand, een veldslag plaatsvond tussen Nederlanders en Spanjaarden. Het was niet de eerste slag die hier werd uitgevochten, maar het is vooral deze slag die in Nederland bekend is als de slag bij Heiligerlee en die beschouwd wordt als het begin van de Tachtigjarige Oorlog. Een leger onder leiding van Lodewijk en Adolf van Nassau had getracht een aanval te doen op de stad Groningen, maar ver voor het beleg kon plaatsvinden moesten ze zich terugtrekken. Achterna gezeten door Spaanse troepen kwam het uiteindelijk eerst bij Heiligerlee, waar bij drie garsten een Staatse hinderlaag was gelegd, tot een treffen. Het staatse legertje van enkele honderden militairen versloeg tijdens de slag een katholiek-Spaans leger van 1700 militairen, maar politiek werd er geen munt uit geslagen. Graaf Adolf sneuvelde in de slag, evenals Jan van Ligne (ca. 1525-1568), Graaf van Aremberg. Aremberg was behalve stadhouder van onder meer Groningen ook heer van Wedde en Westerwolde. Het leger van Lodewijk en Adolf van Nassau bestond voornamelijk uit eigen Duitse troepen en huurlingen. Een belangrijke rol speelden de Waalse huurlingen, die als scherpschutters de Spaanse troepen in de hinderlaag onder vuur namen. De exacte plaats van de slag is niet bekend, maar ten zuiden van het huidige Heiligerlee ligt een plaats met de naam Tranendal.
Tijdens de slag bij Heiligerlee was Stephanus Vos de prior van het klooster. De kloostergebouwen werden tijdens de slag gebruikt voor het verzorgen van de gewonden. In de kloosterkerk werden de lichamen van Jan van Ligne en Adolf van Nassau opgebaard. Van Ligne werd er ook begraven. Op de vlucht werd het klooster door de troepen van graaf Lodewijk in brand gestoken. De daaropvolgende Slag bij Jemmingen (nu het Duitse Jemgum), werd door de troepen van graaf Lodewijk verloren. Graaf Lodewijk kon zich ternauwernood redden door de Eems over te zwemmen.

### Einde van het klooster en inval uit Lingen
In 1583 werd het klooster veroverd door de staatse bevelhebber Hindrick Karsgens, maar hij werd daarop aangevallen door Spaanse troepen onder leiding van Hans Spirata en moest zich overgeven. In 1594 werd het klooster met de reductie genationaliseerd door Stad en Lande, die in 1597 de kloostergebouwen liet verkopen. Rond 1600 werd daarop de Oldambtster boerderij De Hoogte op deze plek gebouwd. In 1603 werd de gastkamer van het klooster afgebroken. In 1618 kreeg de stad Groningen het corpus (landerijen in eigen gebruik) van het klooster en de Ommelanden de overige kloostergebieden. Hiertoe behoorde naar schatting 1780 deimt (890 ha) land. Op een stuk veengebied dat aan de Ommelanden was toegewezen, verrees later het dorp Ommelanderwijk.
In 1624 werden het Oldambt en Westerwolde aangevallen door een Spaans leger onder leiding van de gouverneur van Lingen, Lucas Cayro, en overste Jean Barrooz, genaamd Gauchier. Dit leger was bijeengebracht uit Groenlo, Lingen en Oldenzaal en eiste brandschatting van Winschoten, Heiligerlee, Scheemda, Eexta, Noordbroek en Slochteren. Omdat hier niet snel genoeg naar de invallers aan voldaan werd, werden deze dorpen in brand gestoken, waarbij ook de nog resterende kloostergebouwen van Heiligerlee afbrandden. De staatse bevelhebber Stakenbroeck verdreef met zijn ruiters de Lingers het land uit, maar niet voordat deze een grote hoeveelheid vee en geld hadden buitgemaakt.
De veengebieden en bossen van het klooster werden in de resterende 17e eeuw en met name in de 18e eeuw verkocht door een kloosterfonds. In 1711 had dit fonds nog steeds kloostergoederen in Heiligerlee en Westerlee ter grootte van 1248 deimt aan veen- en kleigebieden. Tussen 1765 en 1767 werden 1170 deimt verkocht. In 1839 waren er nog restanten zichtbaar van een zeer dikke kloostermuur, die vervolgens echter is uitgegraven. In de 20e eeuw zijn de vroegere grachten van het klooster gereconstrueerd. Het kloosterterrein vormt sindsdien onderdeel van natuurgebied De Hoogte.

### Overige geschiedenis
Heiligerlee (tot ongeveer 1800 Hiligerlee) bleef lang een kleine buurtschap naast Westerlee en Kloosterholt. In de 19e eeuw werd het meest westelijke deel van Heiligerlee, ter hoogte van Bikkershorn, onderdeel van Westerlee. 
In 1839 kwam Heiligerlee aan provinciale weg van Groningen naar de Duitse grens te liggen. Het karrenspoor door het dorp (eerdet Zwarteweg genoemd), werd toen verhard en omgedoopt tot Grintweg. De herberg Hessenbril werd herbouwd en hier kwam tevens een tolboom voor het passerende verkeer.
In de 19e eeuw ontstond er de nodige bedrijvigheid bij Heiligerlee, waaronder twee steenfabrieken en een klokkengieterij (1862). In 1853 werd een openbare basisschool ('Heiligerlee') gesticht in het dorp, gevolgd door een christelijke basisschool ('Mons Sinaï') in 1920. Met de groei van het dorp ontstond ook een winkelbestand.
Door de tegenstellingen tussen de boeren uit Westerlee en de arbeiders uit Heiligerlee en de aanleg van de spoorlijn Groningen - Nieuweschans tussen Heiligerlee en Westerlee door, raakten beide dorpen van elkaar gescheiden. Waar Heiligerlee langzaam vastgroeide aan Winschoten, is Westerlee altijd een afzonderlijk dorp gebleven.
Begin 20e eeuw werden Heiligerlee en Kloosterholt samengevoegd tot één dorp. Kenmerkende straten van het oude Kloosterholt zijn de oude Hoethslaan en de Kloosterlaan nabij het klooster, waar vroeger boerderijen stonden. In 1919 kreeg Heiligerlee een aansluiting op de tramlijn Winschoten - Delfzijl, die in de jaren 1930 werd vervangen door een busdienst, maar in de Tweede Wereldoorlog toch weer enige tijd ging rijden. In 1948 werd het spoor opgebroken.
Na de Tweede Wereldoorlog heerste er grote woningnood en kwam een uitbreidingsplan tot stand met in de jaren 1950 en 1960 woningen in gridstructuur langs de Vendelstraat, Nassaulaan, Graaf Adolfstraat en Juliana van Stolbergstraat. Na de aanleg van het nieuwe Winschoterdiep ten noorden van het dorp in de jaren 1950 werd de oude loop binnen enkele decennia gedempt omdat het was veranderd in een open riool. Het dorp kende toen nog geen riolering. In de jaren 1970 werd het dorp iets losser en met meer woningvariatie uitgebreid door middel van het Singelgebied rond de Esdorplaan en de Singellaan. In de jaren 1980 vond met name inbreiding plaats, onder andere aan de Hoeths- en Kloosterlaan. In de jaren 1990 vond weer enige uitbreiding plaats met ongeveer 50 woningen in de Kloosterhorn, waardoor het dorp aan Winschoten vastgroeide. In de toekomst wil men de scheiding tussen beide plaatsen meer benadrukken aan de entree.

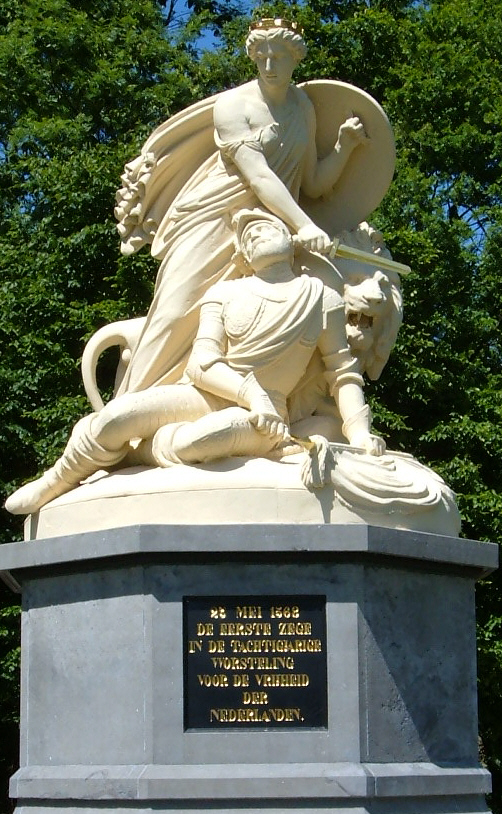
Graaf Adolfmonument

## Monument
Het meest gefotografeerde object van het dorp is ongetwijfeld het Graaf Adolfmonument. Dit nationale monument ter nagedachtenis aan de slag bij Heiligerlee werd tussen 1868 en 1872 gebouwd met ingezameld geld en werd in 1873 onthuld door koning Willem III. Het monument vormde de vervanging voor een eerder in 1826 geplaatste vijf meter hoge gedenknaald. Het beeld toont een dodelijk gewonde graaf Adolf met in zijn hand een vaandel met daarop de tekst "Recuperare Aut Mori" ('herwinnen of sterven'). De graaf wordt ondersteund door een wraakzuchtig kijkende Nederlandse maagd met een zwaard. Op de achtergrond staat de Nederlandse leeuw met zijn poot op een oorkonde die staat voor de Nederlandse privileges, waarmee wordt uitgedrukt 'Wat in de klauwen van de leeuw is, ontrukt hem geen mens'. De leeuw heeft zijn blik gericht naar het zuiden, waarvandaan de Spanjaarden kwamen. Het beeld werd tot eind jaren 1960 omringd door grind en een gietijzeren hek en bevindt zich in het gelijknamige Graaf Adolfpark, dat onderdeel vormt van het natuurgebiedje De Hoogte. Tot in de eerste helft van de twintigste eeuw stond ook een wachterswoning bij het monument. Nabij het monument werd bij de plaatsing in de jaren 1870 een zwarte populier geplant, die tegenwoordig met een stamomvang van ruim zes meter tot de dikste bomen van de provincie Groningen behoort.

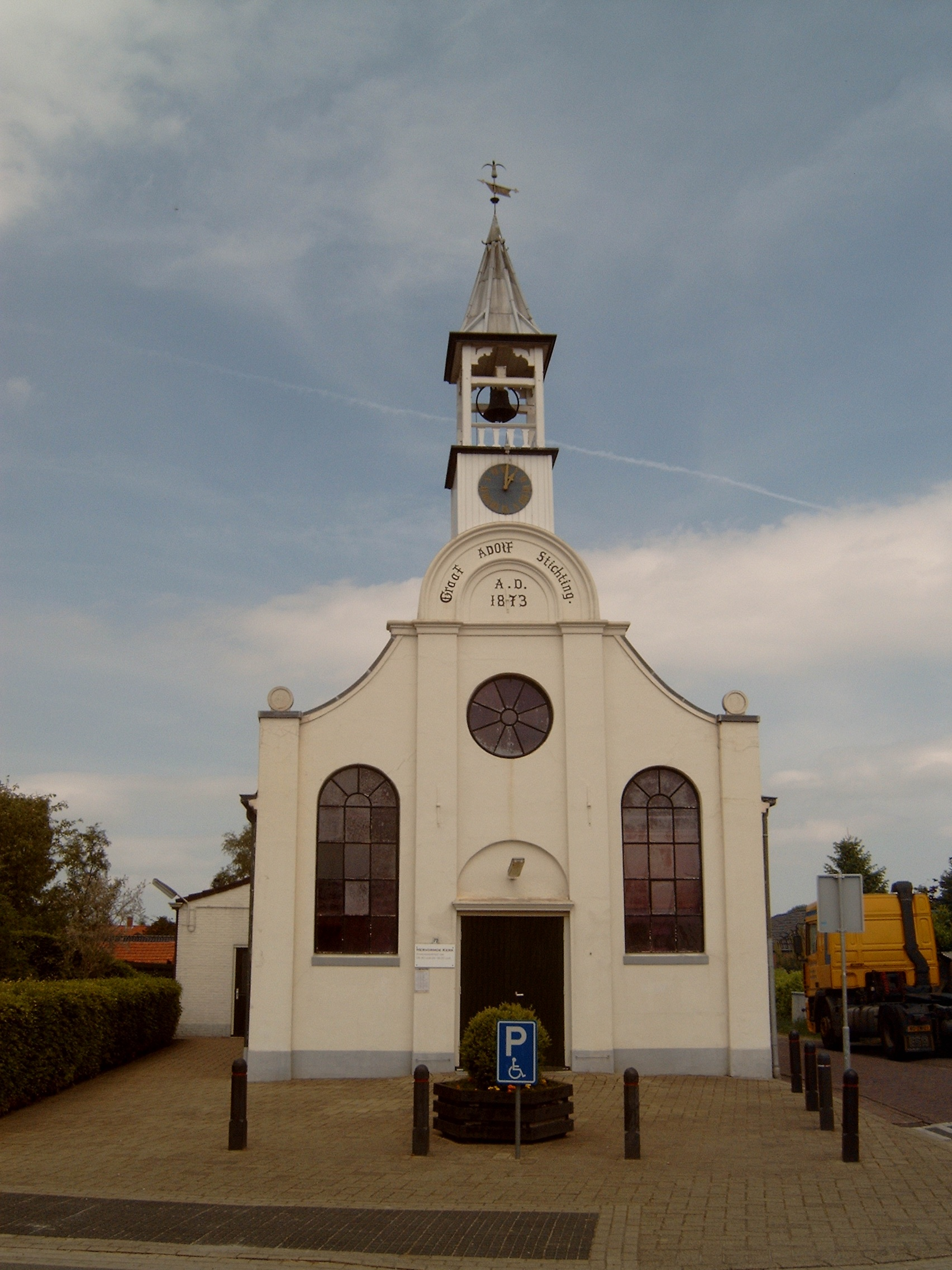
Kerkje Graaf Adolf stichting (1876)

## Gebouwen
In 1876 werd het kerkje van de  Graaf Adolf Stichting gebouwd door de vrije evangelische gemeente te Westerlee. Dat gebeurde met geld dat sinds 1868 was ingezameld om een christelijke school te stichten ter nagedachtenis aan de slag bij Heiligerlee. Deze school was ook bedoeld voor de omliggende dorpen, maar het geld schoot tekort. Met name de gereformeerden in Winschoten, die eerder van plan waren een eigen school te stichten, vonden de locatie te ver weg. Nadat de eerste voorganger naar Amerika vertrok, taande de belangstelling. In 1892 kreeg het kerkje de status van een hervormde evangelisatie en werd een nieuwe voorganger aangetrokken, voor wie een woning werd gebouwd. In 1895 werd tevens een zondagsschoollokaal in Niesoord gebouwd. In 1901 schonk Van Bergen een torentje en luidklok aan de kerk. In 1960 werd een orgeltje (uit ongeveer 1905) geplaatst, dat in 1995 is vervangen door een nieuw orgel. Het gebouw behoort nu aan de hervormde PKN-gemeente Westerlee-Heiligerlee.
In 1795 werd in Midwolda de klokkengieterij van Van Bergen opgericht. In 1862 verhuisden twee van de drie broers die toen in Midwolda actief waren naar Heiligerlee en vestigden daar een nieuwe klokkengieterij onder de naam Sint-Paulinus. In Heiligerlee maakte men daarnaast ook brandweerspuiten, machines en motoren en vanaf 1923 ook carillons. Na ruzie keerde een der twee broers uit Heiligerlee terug naar Midwolda en werkte in Midwolda verder met zijn andere broer in de oude klokkengieterij Concordia. Deze klokkengieterij sloot rond 1970 haar deuren. Van Bergen in Heiligerlee ging failliet in 1980 en haar fabriek werd vervolgens tussen 1985 en 1987 gerestaureerd om haar deuren te heropenen als het Klokkengieterijmuseum Heiligerlee. De klokkengieterij maakte ook in 1987 een doorstart onder leiding van Simon M. Laudy, vanaf 1992 onder de naam Klokkengieterij Heiligerlee. Na onenigheid over het gevoerde beleid vertrok Laudy in 1996 naar Beerta, waar hij de Klokken- en Kunstgieterij Reiderland oprichtte, die hij later verplaatste naar een loods in Finsterwolde.
In 1996 werd tegenover de vroegere klokkengieterij Museum Slag bij Heiligerlee geopend. Begin 21e eeuw liepen de bezoekersaantallen van beide musea steeds verder terug. Tussen 2010 en 2012 werden beide musea gemoderniseerd en werd het klokkengieterijmuseum uitgebreid.

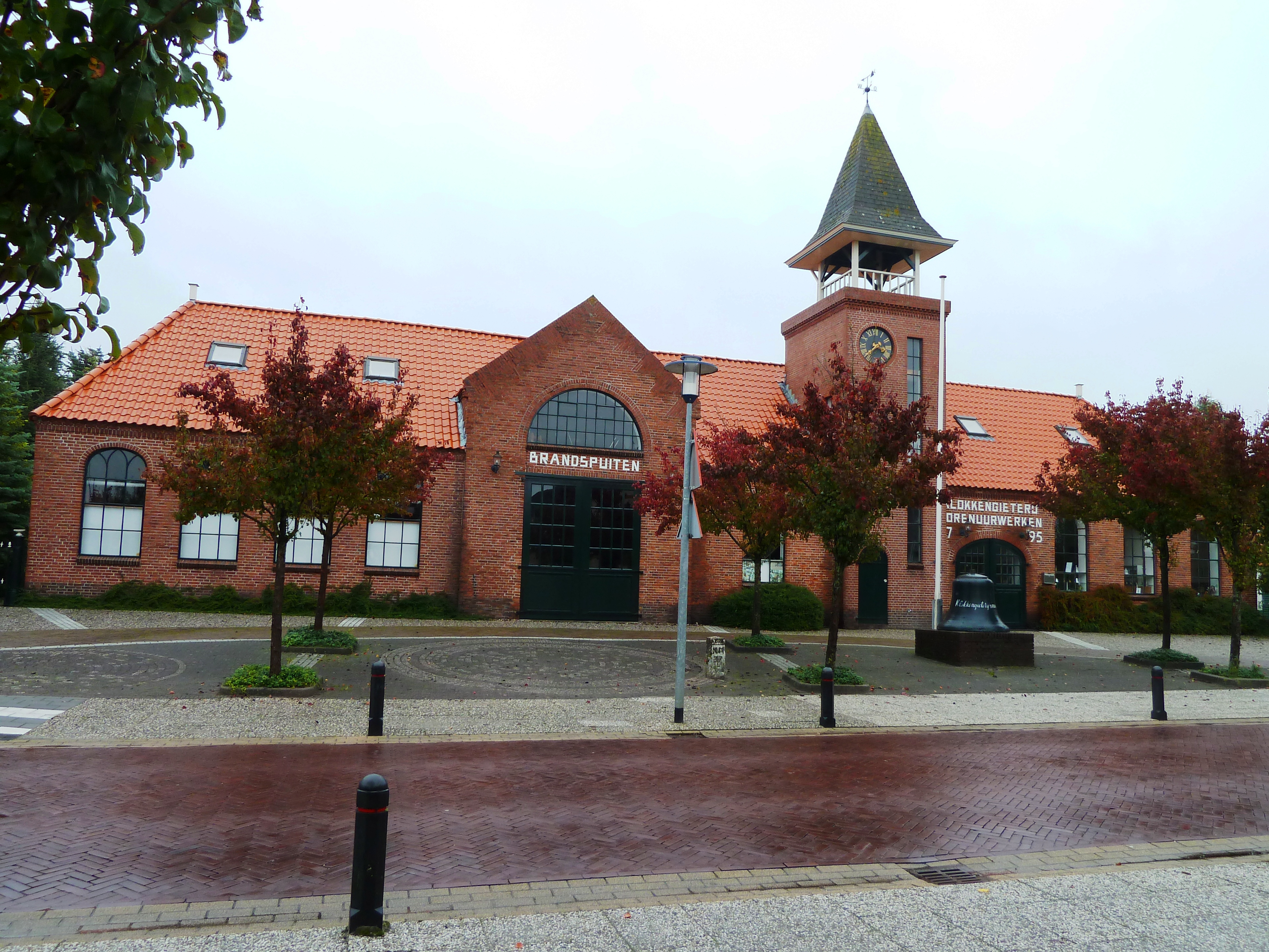
Klokkengieterijmuseum Heiligerlee

Ten noorden van Heiligerlee, nabij Eextahaven, is een molenmakerij gevestigd met daarbij een kleine korenmolen, Het Oldambt. In Heiligerlee zelf stond reeds voor 1568 een roggemolen (standerdmolen), die in 1781 echter werd afgebroken. Mogelijk hield dit verband met de overgang van de boeren van granen naar aardappelen vanaf midden 18e eeuw. Ten noorden van Heiligerlee stond vanaf 1878 een poldermolen ter bemaling van de Zesboerenpolder. In 1906 brandde deze molen echter af en werd vervangen door een gemaal. De Zesboerenpolder verdween door de aanleg van het nieuwe Winschoterdiep in de jaren 1950.
Langs het oude Winschoterdiep werd in de 19e eeuw steenfabriek 'De Concurrent' van J.E. Smid gebouwd en ten westen daarvan nog een andere steenfabriek. De tweede steenfabriek sloot haar deuren in 1917, 'De Concurrent' in 1968.

## Zoutwinning
In 1952 werd door KNZ een begin gemaakt met de zoutwinning (pekel) uit een zoutdiapier uit de Zechsteinformatie in de ondergrond. In 1954 werd een winvergunning verkregen voor dit boorterrein Adolf van Nassau op de grens van Heiligerlee en Winschoten langs de Tranendallaan. Het zout wordt sindsdien vervoerd per pijpleiding naar de eveneens in 1954 gestichte sodafabriek van KNZ. Via diverse fusies werd KNZ in 1969 onderdeel van AkzoNobel. In 1967 werd de concessie Uitbreiding Adolf van Nassau bij Zuidwending in gebruik genomen. De dertien boringslocaties (A tot M) liggen in en ten oosten en zuidoosten van Tranendal.

## Voorzieningen
Heiligerlee is een typisch forensendorp. De voorzieningen bestaan uit twee basisscholen en een peuterspeelzaal, dorpskroeg De Gieterij, een steunstee, sportpark De Hoogte met een multifunctioneel centrum, speeltuin, twee musea en nog een paar winkels. De inwoners winkelen vooral in de nabijgelegen plaatsen Winschoten en Scheemda. Er zijn een aantal kleine bedrijfjes in het dorp, maar de meeste inwoners werken in plaatsen in de omgeving. Het dorp telt een groot aantal verenigingen, waarvan voetbalvereniging V.V. Heiligerlee, opgericht in 1928, de bekendste is.

## Loop van de bevolking
- 1998 - 1.580
- 2000 - 1.560
- 2005 - 1.580
- 2010 - 1.545
- 2015 - 1.465
- 2020 - 1.450
- 2021 - 1.440
- 2023 - 1.465

| 607                                                              | 564¹ | 716¹ | 734¹ | 808¹ | 885 | 982 | 1007 | 1140 | 1370 | 1450 | 1460 | 1440 | 1435 | 1440 | 1445 | 1465 |
| Data afkomstig van volkstellingen.nl & CBS. ¹inclusief Westerlee |      |      |      |      |     |     |      |      |      |      |      |      |      |      |      |      |

## Geboren
- Andries Heero van Bergen (II) (1865-1939)), fabrikant
- Andries Heero van Bergen (III) (1896-1981), fabrikant
- Tjapko van Bergen (1903-1944), olympisch roeier
- Aijolt Kloosterboer (1915-2015), herenboer en burgemeester

## Trivia
Het kloostervoorwerk De Smacht gaf zijn naam aan de Voorwecklaan op het bedrijventerrein Eextahaven te Scheemda. Vermoedelijk door een ambtelijke fout werd het woord voorwerk verbasterd. Met wecken heeft deze naam niets te maken. 